# Дурлански
Душан Анисимов (15. август, Ниш), познатији под именом Дурлански, српски је репер.
Псеудоним даје по крају из ког долази, по Дурлану, део града на Нишави. Учествовао је на Песми за Евровизију 2024. године са песмом Музика. Дурлански је најавио албум за 2024. годину под називом Made in Durlan.

## Дискографија

### Синглови
- Kreшендо (2022)
- Sunshine са Chai (2023)
- Bullet (2023)
- Музика (2024)
- Пола Пола (2024)
- 365 (2024)